# Gryllomorpha gestroana
Gryllomorpha gestroana är en insektsart som beskrevs av Bolívar, I. 1914. Gryllomorpha gestroana ingår i släktet Gryllomorpha och familjen syrsor. Inga underarter finns listade i Catalogue of Life.